# Sant Mateu de Fumanya
Sant Mateu de Fumanya és una església romànica que hi ha al nucli de Fumanya, al terme municipal de Fígols, al Berguedà. Ha estat inventariada com a patrimoni immoble al mapa de patrimoni de la Generalitat de Catalunya.

## Situació geogràfica
L'església de Sant Mateu de Fumanya està isolada en un pla a 1.450 metres d'altitud, al peu de les Roques de Fumanya.

## Descripció i característiques
Sant Mateu de Fumanya és una petita capella d'una sola nau amb una coberta força deteriorada de pedra amb morter coronada per un absis a llevant amb volta de quart d'esfera de gairebé la mateixa amplada de la nau. A l'edat moderna s'hi obriren dues capelles a banda i banda de la nau a manera de transsepte. El mur interior de l'absis va ser rebaixat per encabir-hi un retaule barroc modificant la finestra de doble esqueixada a esqueixada simple. L'accés es troba al mur de migjorn per una porta de factura moderna. El parament és de pedres irregulars sense treballar, disposades en fileres i unides amb morter i sense cap mena de decoració. Trobem un campanar d'espadanya amb dues obertures al mur de ponent i algun senyal d'alguna obertura, avui tapiada. La coberta és a dues aigües de teula àrab.
El lloc de Fumanya tenia una certa importància a l'edat mitjana; juntament amb Peguera reunia trenta-tres focs el 1370; actualment Fumanya està totalment abandonat i l'església és una sufragània de Santa Cecília de Fígols.